# Donje Jesenje
Donje Jesenje falu Horvátországban Krapina-Zagorje megyében. Közigazgatásilag Jesenje községhez tartozik.

## Fekvése
Krapinától 6 km-re északra a Zagorje völgyében és a Strahinjčica-hegység északi lejtőin fekszik. Jesenje község központi települése.
Határában található Štajngrad várának romja.

## Története
Jesenje község és a jesenjei plébánia története kezdetben szorosan kapcsolódott a radoboji plébánia történetéhez, hiszen első említésétől, 1328-tól egészen 1785-ig ehhez a plébániához tartozott. A radoboji plébánia egykori területéhez Jesenjén kívül, Mala Gora, Popovec és Radoboj települések tartoztak. Kegyurai a Keglevich, az Erdődy, a Moskon és Sermage családok voltak. 1785-ben Jesenje önálló plébánia lett. Jesenje település később Donje- és Gornje Jesenje falvakra vált szét.
A falunak 1857-ben 418, 1910-ben 591 lakosa volt. Trianonig Varasd vármegye Krapinai járásához tartozott. 2001-ben a falunak 381 lakosa volt.

## Híres emberek
Itt született 1873. augusztus 15-én Zlata Šufflay pedagógus, textilszakértő, a horvát csipkeverés kutatója és oktatója.

## Külső hivatkozások
Jesenje község hivatalos oldala